# لوریمور (آیووا)
لوریمور (به انگلیسی: Lorimor) شهری در ایالت آیووا کشور ایالات متحده آمریکا است که جمعیت آن در سرشماری سال ۲۰۱۰ میلادی، ۳۶۰ نفر بوده‌است.